# George Blake
George Blake, född Georg Behar den 11 november 1922 i Rotterdam i Nederländerna, död den 26 december 2020 i Moskva, var en brittisk spion som även var dubbelagent åt Sovjetunionen.
George Behar föddes i Rotterdam av en nederländsk mor och en judisk far. Fadern var ursprungligen medborgare i Osmanska riket, men blev under första världskriget landsförrädare och arbetade för britterna och fransmännen. Fadern dog då Behar var 14 år gammal och han skickades då till en brittisk skola i Kairo då detta varit faderns vilja. Under tiden i Egypten bodde han hos judiska släktingar, mestadels hos sin farbroder Henri Curiel, en hög medlem i kommunistiska partiet i Egypten. Farbrodern var även KGB-agent. Då Behar återvände till Holland var han en övertygad kommunist.
Under andra världskriget var Blake aktiv inom holländska kommunistiska motståndsrörelsen. Han blev tillfångatagen av tyskarna men frisläppt eftersom han var minderårig. I samband med att han skulle fylla 18 år och bli myndig flydde han till London, förklädd till munk. I England bytte han namn till Blake och började så småningom arbeta för SOE. Efter en tid förälskade han sig i en sekreterare vid MI6. Hennes namn var Iris Peake. Blake och Peake planerade att gifta sig, men hennes fina familj gick inte med på att hon skulle gifta sig med en jude. Istället tog förhållandet slut. Blake blev förkrossad och beslutade sig för att hämnas på det snobbiga England, vilket han klandrade för detta misslyckande. Han vände sig till farbrodern Henri Curiel, som rekryterade honom till KGB. Blake påstod senare att han inte tyckte att han förrådde engelsmännen eftersom han aldrig känt sig engelsk.
1959 avslöjades Blake av den polske avhopparen Michael Goleniewski och dömdes till 42 års fängelse. Domen motsvarade, enligt vissa tidningar, ett år per agent han fick avrättad. Detta är dock sannolikt inte ett korrekt påstående. Det var dock det dittills längsta straffet som någonsin utdömts av en brittisk domstol.
Efter fem år rymde Blake ur fängelset. Han flydde till Sovjetunionen och skilde sig från sin hustru, med vilken han hade tre barn. I Sovjet startade han ett nytt liv, och 1990 kom hans biografi Inget annat val ut (ISBN 91-518-2433-7).
Blake levde till sin död i december 2020 i Moskva på pension av KGB.